# Zoran Dragić
Zoran Dragić (Liubliana, 22 de junho de 1989) é um basquetebolista profissional esloveno que atualmente joga na Liga ACB e Euroliga pelo Baskonia. O atleta possui 1,96m e atua na posição Armador. 